# Niccolò Bonacchi
Niccolò Bonacchi (Florencia, 1 de noviembre de 1994) es un deportista italiano que compitió en natación.
Ganó una medalla de bronce en el Campeonato Mundial de Natación en Piscina Corta de 2014 y una  medalla de bronce en el Campeonato Europeo de Natación en Piscina Corta de 2013.

## Palmarés internacional
| Campeonato Mundial en Piscina Corta | Campeonato Mundial en Piscina Corta | Campeonato Mundial en Piscina Corta | Campeonato Mundial en Piscina Corta |
| Año                                 | Lugar                               | Medalla                             | Prueba                              |
| ----------------------------------- | ----------------------------------- | ----------------------------------- | ----------------------------------- |
| 2014                                | Doha ( Catar)                       | Medalla de bronce                   | 4 × 50 m estilos mixto              |
| Campeonato Europeo en Piscina Corta |                                     |                                     |                                     |
| Año                                 | Lugar                               | Medalla                             | Prueba                              |
| 2013                                | Herning ( Dinamarca)                | Medalla de bronce                   | 4 × 50 m estilos mixto              |